# Thalassoma noronhanum
Thalassoma noronhanum là một loài cá biển thuộc chi Thalassoma trong họ Cá bàng chài. Loài này được mô tả lần đầu tiên vào năm 1890.

## Từ nguyên
Từ định danh của loài cá này, noronhanum, được đặt theo tên của nơi đầu tiên phát hiện ra chúng, quần đảo Fernando de Noronha (hậu tố anum mang ý nghĩa là "thuộc về").

## Phạm vi phân bố và môi trường sống
T. noronhanum có phạm vi phân bố ở Tây Nam Đại Tây Dương. Đây là một loài đặc hữu của vùng biển Brasil, được ghi nhận dọc theo bờ biển bang Maranhão trải dài đến bang Santa Catarina, bao gồm tất cả các hòn đảo xa bờ của quốc gia này.
T. noronhanum sống gần các rạn san hô viền bờ ở độ sâu đến 60 m.

## Mô tả
T. noronhanum có chiều dài cơ thể tối đa được ghi nhận là gần 13,4 cm. Cá con và cá cái giai đoạn đầu có nửa thân dưới màu trắng, nửa thân trên nâu sẫm với sọc trắng kéo dài từ sau mắt đến cuống đuôi; sọc màu vàng ở thân dưới. Cá cái lớn hơn có các dải màu xanh lam thẫm trên đầu, bao quanh mắt và không còn sọc vàng trên cơ thể. Cá đực có màu xanh lam tím với đầu màu vàng lục. Vảy ở 2/3 thân trên có màu lam đậm với viền màu lam nhạt. Rìa của vây ngực và phần trước của vây lưng màu đen; nửa trên của vây đuôi màu xanh lam nhạt, nửa dưới sẫm màu hơn.
Số gai ở vây lưng: 8; Số tia vây ở vây lưng: 13; Số gai ở vây hậu môn: 3; Số tia vây ở vây hậu môn: 11; Số gai ở vây bụng: 1; Số tia vây ở vây bụng: 5; Số tia vây ở vây ngực: 12 - 14.

## Sinh thái và hành vi
T. noronhanum có thể sống trong lòng ống của bọt biển. Loài này thường hợp thành những nhóm lớn, gồm một vài con cá đực cùng nhiều cá con và cá cái. Trước khi hoàng hôn buông xuống, T. noronhanum rút vào hang trên các rạn san hô. Thức ăn chủ yếu của chúng là các loài thủy sinh không xương sống và động vật phù du.

### Sinh sản
Hành vi sinh sản ở T. noronhanum bắt đầu với sự xuất hiện của một số lượng lớn các cá thể tập trung tại các mỏm đá. Sự sinh sản thực sự diễn ra khi những cá thể bơi lên trên cột nước. Sau khi lên cao khoảng 2 mét, những con cá đảo hướng và quay trở lại tầng đáy, để lại một đám trứng đã thụ tinh trong các cột nước.
Sinh sản theo cặp cũng được quan sát ở loài này. Tại đó, một con cá đực trưởng thành bảo vệ một vùng lãnh thổ nhỏ cùng với bầy cá cái trong hậu cung của nó. Cá đực thực hiện hành vi sinh sản lần lượt với từng con cá cái trong bầy, hoàn toàn tương tự như sinh sản theo đàn. Sau khi xong nhiệm vụ, cá cái sẽ rời khỏi đó và một con cá cái khác sẽ bước vào lãnh thổ để đẻ trứng.

### Làm vệ sinh cho loài cá khác
Cá con T. noronhanum được ghi nhận là có hành vi "dọn vệ sinh" cho những loài cá khác, chủ yếu là nhũng loài cá ăn tảo và ăn sinh vật phù du, nhưng vẫn có một số ít "vị khách hàng" là cá ăn thịt. Các "trạm vệ sinh" được lập bởi những nhóm T. noronhanum khoảng từ 10 đến 450 cá thể (chiều dài khoảng 2–5 cm) trên các mỏm đá và rạn san hô đã được quan sát tại Fernando de Noronha. Tại các trạm, khách hàng được phục vụ là những loài cá không gây hại đến T. noronhanum. Bên cạnh đó, T. noronhanum vẫn có thể làm vệ sinh cho các loài khác ở bên ngoài các trạm, nơi mà "khách hàng" bao gồm cả những loài vô hại và loài ăn thịt.
Cá mú Cephalopholis fulva, một loài ăn thịt thường xuất hiện ở gần đáy biển hay trên các mỏm đá, được quan sát nhiều nhất trong số các loài ăn thịt mà cuộc khảo sát này. T. noronhanum được ghi nhận là đã làm vệ sinh cho C. fulva, và chúng cũng bị tấn công bởi C. fulva. C. fulva thường nhắm vào những cá thể T. noronhanum rời khỏi trạm vệ sinh và đang kiếm ăn gầy đáy biển. Bên trong ruột của những cá thể C. fulva được thu thập, người ta tìm thấy một cá thể T. noronhanum đang được tiêu hóa.
Đối với những "vị khách" có khả năng đe dọa đến mạng sống, T. noronhanum phục vụ rất nhanh chóng và chỉ tập trung làm vệ sinh ở các phần cơ thể phía sau của các loài khách hàng.

### Theo sau những loài khác
Hành vi bơi theo sau những loài động vật khác đã được quan sát ở cá cái, cá con và cả cá đực T. noronhanum. Mục đích của việc này là T. noronhanum có thể nhặt thức ăn bay ra trong lúc những loài khác đào xới đất tìm thức ăn. Những loài mà T. noronhanum bơi theo sau đã được quan sát là đồi mồi dứa, cá vẹt Sparisoma frondosum, Sparisoma amplum và Sparisoma axillare cùng nhiều loài cá rạn san hô khác. T. noronhanum cũng có thể bơi theo sau và xé mảnh những chân ống của nhím biển bất cứ khi nào chúng có cơ hội.

### Trích dẫn
- R. B. Francini-Filho; R. L. Moura; I. Sazima (2000). "Cleaning by the wrasse Thalassoma noronhanum, with two records of predation by its grouper client Cephalopholis fulva". Journal of Fish Biology. Quyển 56 số 4. tr. 802–809.
- Luiz A. Rocha; Ricardo Z. P. Guimarães; João L. Gasparini (2001). "Redescription of the Brazilian Wrasse Thalassoma noronhanum (Boulenger, 1890) (Teleostei: Labridae)" (PDF). aqua, Journal of Ichthyology and Aquatic Biology. Quyển 4 số 3. tr. 105–108. Bản gốc (PDF) lưu trữ ngày 11 tháng 8 năm 2017. Truy cập ngày 10 tháng 3 năm 2021.
- Cristina Sazima; A. Grossman; C. Bellini; I. Sazima (2004). "The moving gardens: reef fishes grazing, cleaning, and following green turtles in SW Atlantic" (PDF). Cybium. Quyển 28 số 1. tr. 47–53.
- C. Sazima; R. M. Bonaldo; J. P. Krajewski; I. Sazima (2005). "The Noronha wrasse: a "jack-of-all-trades" follower". aqua, Journal of Ichthyology and Aquatic Biology. Quyển 9. tr. 97–108.[liên kết hỏng]